# Glansig klotkaktus
Glansig klotkaktus (Gymnocalycium denudatum)  är en art i familjen kaktusväxter från södra Brasilien, norra Uruguay och Argentina.

## Källor

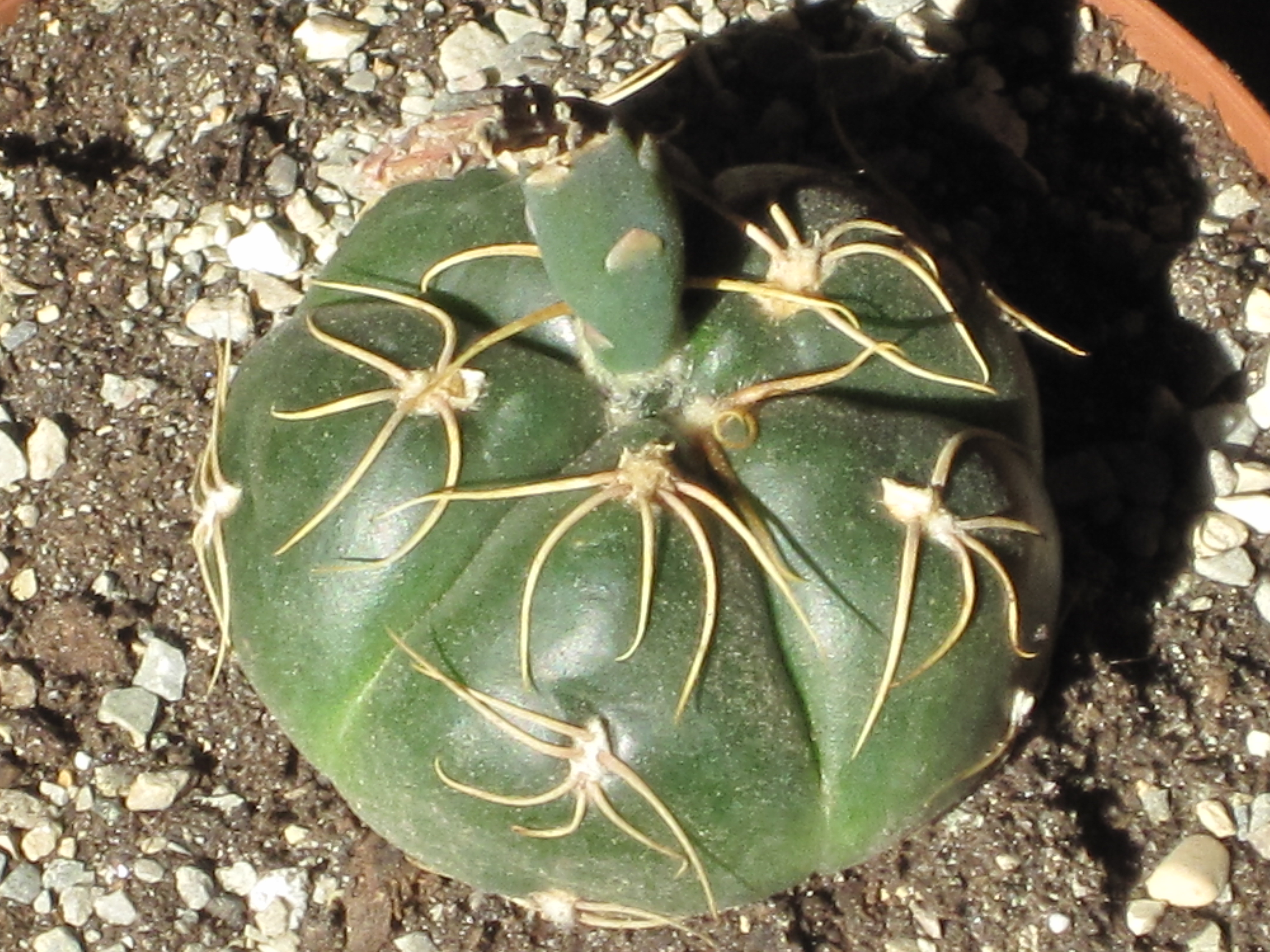
Gymnocalycium denudatum

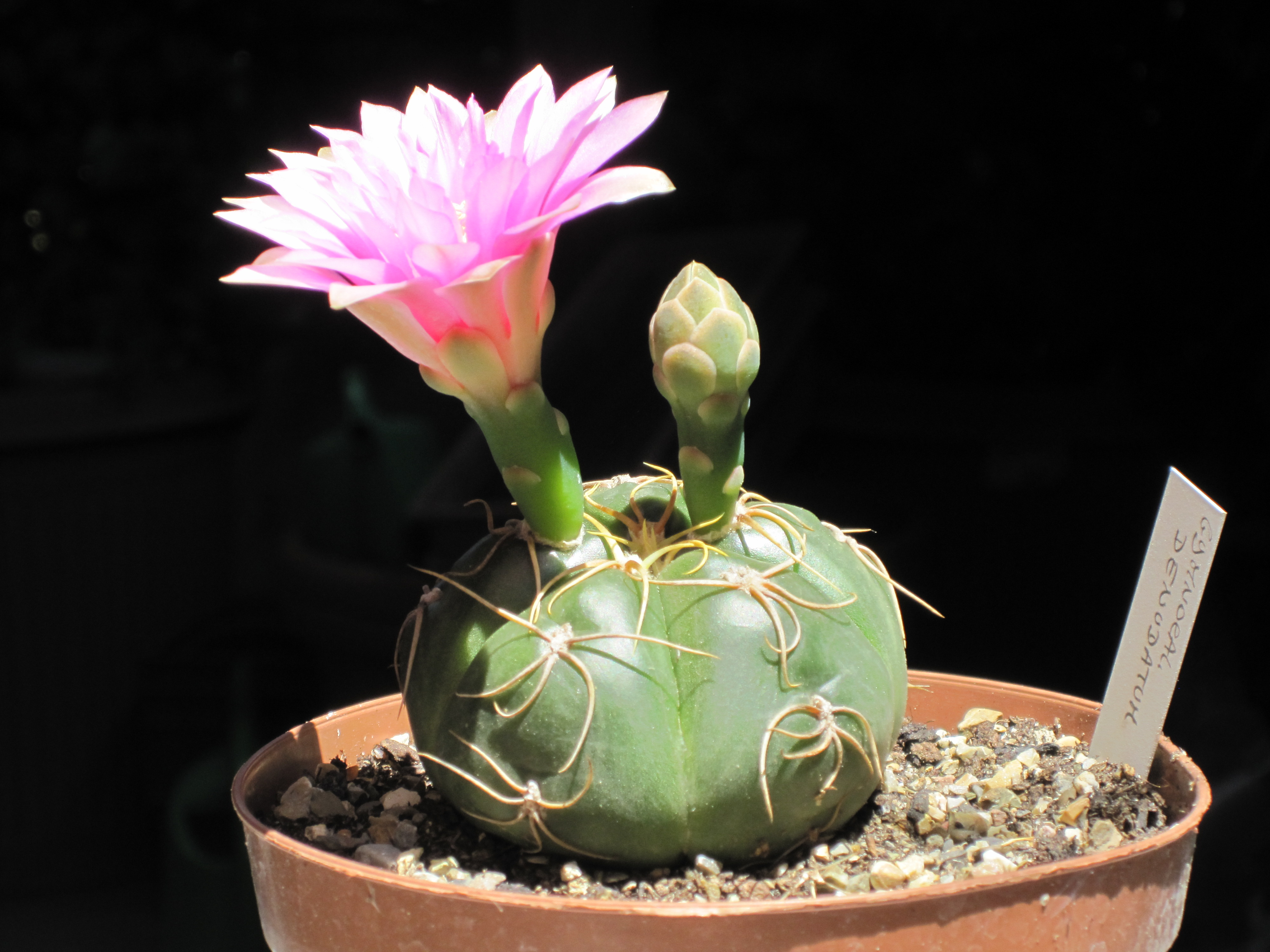
blomma